# 馬馬德什區

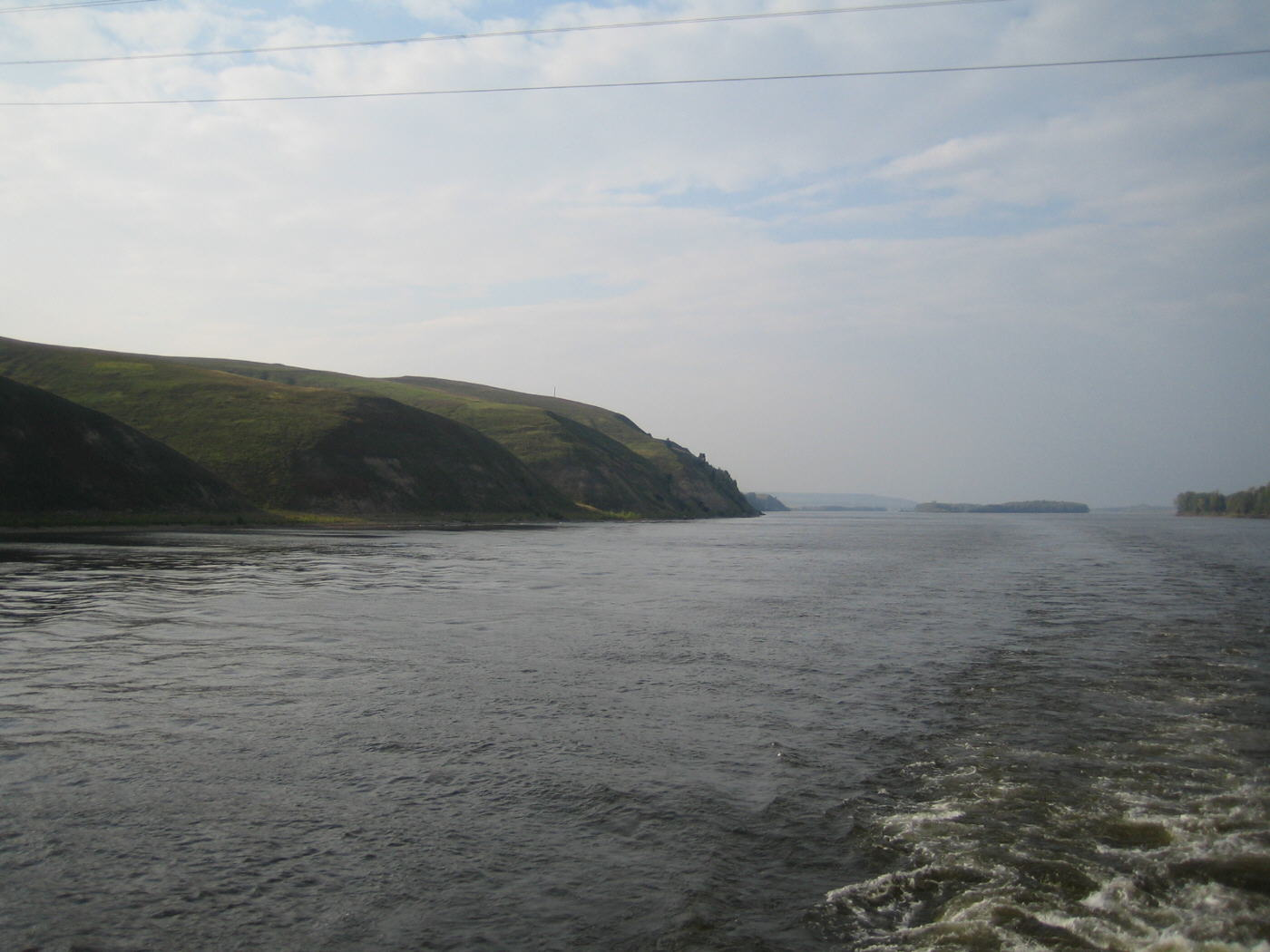

55°45′N 51°08′E / 55.750°N 51.133°E
馬馬德什區（俄语：Мамадышский район），是俄羅斯的一個區，位於該國西部，由韃靼斯坦共和國負責管轄，面積2,600.7平方公里，2010年人口45,005，人口密度每平方公里17.3人。